# Onshape
Onshape是一款電腦輔助設計（CAD）軟體系統，是業界首個以純軟體即服務（SaaS）模式在網際網路上提供的產品開發平臺。該系統廣泛使用雲端運算，將大量的計算處理和渲染工作交由基於網路的伺服器完成，使用者可以透過網頁瀏覽器或 iOS 和 Android 應用程式與系統互動。作為SaaS系統的一部分，Onshape 的升級直接在網頁介面上發布，用戶無需自行維護軟體。
Onshape允許團隊在單一設計專案上進行協作，類似於多位作者透過雲端服務共同編輯同一份文件。該軟體主要聚焦於機械電腦輔助設計（MCAD），廣泛應用於各行各業的產品及機械設計，包括消費性電子產品、機械設備、醫療器材、3D 列印、機械零件以及工業設備等。

## 公司歷史
Onshape 由同名公司開發。該公司成立於2012年，總部位於美國麻薩諸塞州劍橋市，並在新加坡和印度浦那設有辦公室。其領導團隊包括多位曾任職於SolidWorks 的工程師與高階主管，SolidWorks 是一款運行於 Microsoft Windows 的知名3D CAD軟體。Onshape的共同創辦人包括兩位前 SolidWorks 執行長，Jon Hirschtick 和 John McEleney。
- 2012年11月，前SolidWorks首席執行官Jon Hirschtick和John McEleney與其他六位聯合創始人創立了Belmont Technology，這是一個臨時名稱，後來改為Onshape。公司首輪融資來自North Bridge Venture Partners和Commonwealth Capital，籌集了900萬美元。 [9]
- 2015年3月，Onshape在與來自52個國家的超過一千名CAD專業人士進行測試後，發布了其雲端CAD軟體的公開測試版，並推出了適用於iPhone的應用程式。 [10]
- 2015年8月，公司推出了適用於Android的Onshape應用程式。[11]
- 2015年12月，Onshape正式推出完整的商業版本。 [12]同時，Onshape推出了應用商店，提供CAM、模擬、渲染等基於雲端的工程工具，並與24家開發商合作推出。 [13]
- 2016年4月，Onshape推出了教育方案，提供專為大學生和教育工作者設計的免費Onshape專業版。[14]
- 2016年5月，Onshape發布了FeatureScript，FeatureScript是一種用於創建和自定義CAD功能的開源（MIT許可）程式語言。 [15]
- 2019年9月，亞洲首家代理「桂源科技」 （页面存档备份，存于）
- 2019年10月，Onshape同意被PTC收購， [16]該交易於2019年11月以4.7億美元完成。 [17] [18] [19]
- 2024年2月，Onshape推出了對Apple Vision Pro的iOS支援，實現了CAD模型和原型的實景應用。 [20]

## 資金
Onshape是一家獲得風險投資支持的公司，投資者包括Andreessen Horowitz 、Commonwealth Capital Ventures、 New Enterprise Associates (NEA) 和 North Bridge Venture Partners該公司共獲得了1.69億美元風險資金的支持。 

## 支持的文件格式

### 造型

#### 輸入
截至2022年4月，Onshape支援輸入（打開）為以下常見的CAD文件格式： 
- STEP (ISO 10303)
- ISO JT (ISO 14306)
- Parasolid XT
- ACIS
- IGES
- CATIA v4, v5, v6
- Autodesk Inventor
  - Part (.IPT)
  - Assembly (.IAM)
  - Presentation (.IPN)
  - Drawing (.IDW, .DXF/.DWG)
- Pro/ENGINEER, Creo
- Rhinoceros 3D: .3dm
- .STL
- .OBJ
- SolidWorks file formats
- Siemens NX file formats

#### 輸出
Onshape 支持輸出為以下格式： 
- STEP (ISO 10303)
- Parasolid XT
- ACIS
- IGES
- SolidWorks file formats
- .STL
- Rhinoceros 3D: .3dm
- Collada XML-基於規格的文字檔案
- 3mf

### 繪圖
普通的工程圖或技术製圖可以輸出为PDF文件。

### 格式
可以將程式集輸入和輸出為以下格式：
- STEP (ISO 10303)
- Parasolid XT
- ACIS
- Pro/ENGINEER, Creo
- ISO JT
- Rhinoceros 3D: .3dm
- Siemens NX file formats
- SolidWorks Pack and Go 壓縮檔案

程式集只能輸出為以下文件格式：
- IGES
- STL
- 基于Collada XML 规范的文本文件